# 병창
병창(丙昌, ? ~ 2년)은 전한 말기의 관료로, 자는 장교(長矯)이며 노국 사람이다. 승상 병길의 손자이자 태복 병현의 아들이다.

## 행적
병현의 관내후를 이어받았고, 중랑장(中郞將)을 지내던 중 박양후(博陽侯)에 봉해졌다. 박양후는 본래 병길이 받았던 작위로, 뒤를 이은 병현이 죄를 지어 박탈당했었는데, 성제가 병길의 생전의 공적을 추념하여 회복시켜 주었다.
원수 2년(기원전 1년), 태상에 임명되었다.
원시 2년(2년), 동군태수로 좌천되고 그 해에 죽었다. 시호를 강(康)이라 하였고, 작위는 아들 병병이 이었다.

## 출전
- 반고, 《한서》 권18 외척은택후표·권19하 백관공경표 下·권74 위상병길전